# Colonia el Magueyal Dos
Colonia el Magueyal Dos är en ort i Mexiko, tillhörande kommunen Tlalmanalco i delstaten Mexiko. Colonia el Magueyal Dos ligger i den centrala delen av landet och tillhör Mexico Citys storstadsområde. Orten hade 281 invånare vid folkräkningen 2010.